# Vespadelus finlaysoni
Vespadelus finlaysoni (Kitchener, Jones, & Caputi, 1987) è un pipistrello della famiglia dei Vespertilionidi diffuso in Australia.

## Descrizione

### Dimensioni
Pipistrello di piccole dimensioni, con la lunghezza della testa e del corpo tra 34 e 46 mm, la lunghezza dell'avambraccio tra 29,8 e 36,7 mm, la lunghezza della coda tra 31 e 42 mm, la lunghezza del piede tra 4 e 6 mm, la lunghezza delle orecchie tra 9 e 13 mm e un peso fino a 6,3 g.

### Aspetto
La pelliccia è lunga. Le parti dorsali variano dal marrone scuro al nerastro con dei riflessi rossastri, mentre Le parti ventrali sono marroni. Il muso è bruno-grigiastro, corto, leggermente rivolto all'insù, largo, con due masse ghiandolari sui lati. Le orecchie sono bruno-grigiastre, corte, ben separate tra loro e triangolari. La coda è lunga e inclusa completamente nell'uropatagio. Il glande è a forma di bacchetta con l'estremità appuntita.

## Biologia

### Comportamento
Si rifugia in colonie all'interno di grotte, crepacci e miniere abbandonate.

### Alimentazione
Si nutre di insetti catturati vicino a specchi d'acqua..

### Riproduzione
Danno alla luce 1-2 piccoli alla volta, solitamente in qualsiasi periodo dell'anno nella parte più settentrionale dell'areale e tra novembre e dicembre più a sud.

## Distribuzione e habitat
Questa specie è diffusa nelle zone aride dell'Australia occidentale, Territorio del Nord, Queensland occidentale e Australia meridionale settentrionale.
Vive in ambienti rocciosi.

## Conservazione
La IUCN Red List, considerato il vasto areale, la presenza in diverse aree protette, la tolleranza a diversi tipi di habitat e la popolazione numerosa, classifica V.finlaysoni come specie a rischio minimo (Least Concern)).